# 戦国絵札遊戯 不如帰 -HOTOTOGISU- 乱
『戦国絵札遊戯 不如帰 -HOTOTOGISU- 乱』（せんごくえふだゆうぎ ほととぎす らん）は、2008年11月13日にアイレムソフトウェアエンジニアリングから発売されたPlayStation Portable用ゲームソフト。PSP初のオリジナルトレーディングカードゲーム。
『不如帰』とは、「戦国時代のシミュレーションゲーム」という点は同じであるが、本作はカードゲームとして作られている。本作のゲームデザイナーである松尾悟郎は、マジック:ザ・ギャザリングの日本チャンピオンでもある。
ゲーム中に登場するカードイラストは、数多くのトレーディングカードゲームで活躍中の末弥純・寺田克也・風間雷太・正子公也といった、人気イラストレーターによる書下ろしとなっている。ナレーションは銀河万丈が担当。
同タイトルのサウンドトラックCDがYELLOW TUNE TRACKS（イエローチューントラックス）という会社より発売されている。
続編の『戦国絵札遊戯 不如帰 大乱』が2010年9月9日に発売されている。また、2018年4月26日にはグランゼーラから新作『不如帰 大乱 -1553 竜虎相搏つ-』が発売された。

## 参加イラストレーターと各担当人物
| | |                                                                         |
| - F.S - 宮本武蔵・十河一存 - 木村明広 - 真田昌幸・片倉景綱 - 前河悠一 - 大谷吉継 - 陸原一樹 - 伊達政宗・甲斐姫・上杉謙信 - 末弥純 - 帰蝶・柴田勝家・織田信長 - 末次誉亮 - 駒姫 - 菅原健 - 本多正信・松永久秀 - みんこ - 里見義弘 - 戸橋ことみ - 風魔小太郎・徳川家康・前田慶次 - 寺田克也 - 三条の方・山本勘助・武田信玄 - 仙田聡 - 由布姫・今川義元 - 雄一郎 - 畠山義綱 - 高は車 - 一向蓮悟 - RARE ENGINE - 朝倉義景・明智光秀 - 中川悠京 - 小野お通・斉藤道三 - 長内佑介 - 長野具藤 - 藤真拓哉 - 真田幸村・ねね・雑賀孫一 - 榎本 - 三好長慶 - ひたき - 本願寺顕如 - NA2 - 山名豊国 | - 正子公也 - 真田十勇士・本多忠勝・直江兼続 - 有藤せな - 蜂須賀小六 - 風間雷太 - 吉川元春・羽柴秀吉・小松姫 - 成瀬ちさと - 前田利家・千姫 - せんのあき - 小西行長・加藤清正・長宗我部元親 - 添田一平 - 伊勢姫・島津義久 - 伊藤サトシ - 九鬼嘉隆・仙石秀久 - 緒方剛志 - 阿蘇惟将・冬姫 - yocky - 福島正則 - ツカモト - 吉岡妙麟・石田三成 - 長澤真 - 亀姫 - 桐野霞 - ガラシャ - 灰原薬 - 豪姫 - カズアキ - 毛利輝元 - 玲衣 - 佐々木小次郎 - へかとん - 武田勝頼 - 音楽ナスカ - 千代・立花誾千代 - BASKERVILLES - 伊達成実 - 一徳 - 鶴姫・服部半蔵 - 丞悪朗 - 徳姫 | - 曽我部修司 - 森蘭丸 - あづみ冬留 - 早川大介 - 坂崎ふれでぃ - 藤井英俊 |